# William Stowe
William Arthur "Bill" Stowe, född 23 mars 1940 i Oak Park i Illinois, död 8 februari 2016 i Lake Placid i New York, var en amerikansk roddare.
Stowe blev olympisk guldmedaljör i åtta med styrman vid sommarspelen 1964 i Tokyo.